# Quarrier's Village
Quarrier's Village è una cittadina dell'area amministrativa scozzese dell'Inverclyde, nel Regno Unito. La sua popolazione è di circa 1.000 abitanti (2004) .